# Systemisk lupus erythematosus
Systemisk Lupus Erythematosus (SLE) er en kronisk autoimmun sygdom, der får kroppens immunforsvar til fejlagtigt at angribe kroppens egne, sunde celler. Mange forskellige vævstyper kan angribes af SLE. Sygdommen er hyppigst hos kvinder (90%) og debuterer normalt i 20-40 års alderen.
Omend forskningen i SLE har set fremskridt de senere år, er sygdomsårsagen endnu ikke fastlagt. Det menes dog, at hormonelle faktorer, infektioner, nogle lægemidler samt ultraviolet lys kan spille en rolle. Sygdommen er ikke arvelig, men faktorer, der kan føre til SLE, menes dog at være arvelige.

## Differentialdiagnoser
- Vascular Instability Syndrome
- Ehlers-Danlos Syndrom
- Kronisk Granulomatøs Sygdom